# متلازمة الرقاد
متلازمة الرقاد هو مرض وراثي جسمي متنحي اكتشفه الطبيب الأردني محمد الرقاد ضمن فريق بحثي ضم الممرضة المستشارة الوراثية سماح الطوالبة والدكتور محمد الشبول والبروفيسور برونو.
يصيب المرض  الجهاز العصبي والعضلي الهضمي والجهاز الهضمي ويتسبب في تأخير النمو. يجب أن يكون كلا الوالدين ناقلين للمرض حتى يصاب الطفل. تحدث المتلازمة بسبب طفرةٍ في جين DCPS.
يؤدي المرض إلى صغر الرأس، تنشئة الطفل، تأخر في النماء النفسي الحركي، نقص التوتر.